# Agarra Que É Honesto

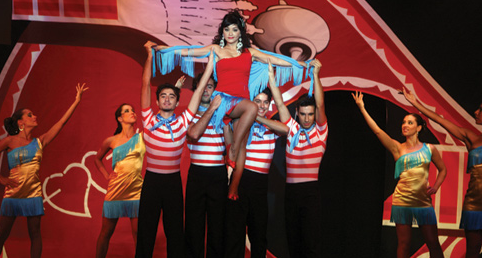
Momento musical, na revista Agarra Que é Honesto, interpretado por Vanessa.

Agarra Que é Honesto é uma peça de Francisco Nicholson que esteve em cena no Teatro Maria Vitória, no Parque Mayer. A peça, é uma revista à portuguesa e espelha-se na atualidade portuguesa e internacional.

## A Revista
A revista faz uma crítica social e política, de forma cómica e satírica, a vários acontecimentos portugueses que decorreram entre os anos de 2009/10. Desde Amy Winehouse, caricaturada por Heitor lourenço, o caso Freeport, Cristiano Ronaldo, os roubos dos multibancos nos tribunais, passando pela Índia, Egipto e Madeira, a Gripe A, uma homenagem a Michael Jackson, e alguns momentos de consciência social, desta vez mais voltados para o abandono na 3ª idade. A revista caricatura alguns políticos da nossa praça e até o Zé Povinho. Esta revista à portuguesa termina em clima florido, num quadro de homenagem à Festa da Flor da Ilha da Madeira. Estreou a 15 de Outubro (2009), no Teatro Maria Vitória, em Lisboa.
Francisco Nicholson encena e assina os textos ao lado de João Quadros, das Produções Fictícias.

## Elenco
O elenco é composto por caras já conhecidas do teatro como Vera Mónica, Heitor Lourenço, Vanessa Silva como atracção nacional, Paulo Vasco, Melânia Gomes e Carlos Queiroz. Integram o elenco também Joana Alvarenga, Cristina Aurélio, Mara Galinha, Bruno Mateus e José Nunes.
O corpo de baile é composto por Andreia Antunes, Catarina Gaspar, David Pinto, Inês Afflalo, Marco Mercier, Mariana Reis, Pedro Bandeira, Sofia Carneiro, Vanessa Bengala e Vitor Viegas, e  a coreografia é de Marco de Camillis.